# The Dupe (film 1914)
The Dupe è un cortometraggio muto del 1914 diretto da Webster Cullison.

## Produzione
Prodotto dalla Eclair American, il film venne girato a Tucson, in Arizona.

## Distribuzione
Il film - un cortometraggio di due bobine - uscì nelle sale cinematografiche statunitensi il 29 luglio 1914, distribuito dall'Universal Film Manufacturing Company.